# XBoard
XBoard ist ein Schach-Frontend für das X Window System, das auf Unix/Linux-Systemen läuft. Für Windows gibt es eine entsprechende Portierung mit dem Namen WinBoard. Ursprünglich wurde das Programm von Tim Mann entwickelt, neuere Versionen entstanden jedoch auch durch Modifikationen von H.G. Muller und anderen. Mit XBoard können auch zwei Personen gegeneinander spielen, allerdings nur über einen Schachserver.

## Protokolle
Zur besonderen Berühmtheit ist das Protokoll gelangt, mit denen die Frontends mit den Schachprogrammen kommunizieren. Dieses, genannt Chess Engine Communication Protocol (CECP), ist neben dem neueren Universal Chess Interface (UCI) auch heute noch einer der wesentlichsten Standards in diesem Bereich.